# Thomas Cletcher jr.
Thomas Cletcher (Den Haag, 1598 – Amersfoort, 2 juni 1666) was een Haagse juwelier, goud- en zilversmid, die in de zeventiende eeuw meerdere malen werd aangesteld als schepen en burgemeester van Den Haag. 

## Biografie

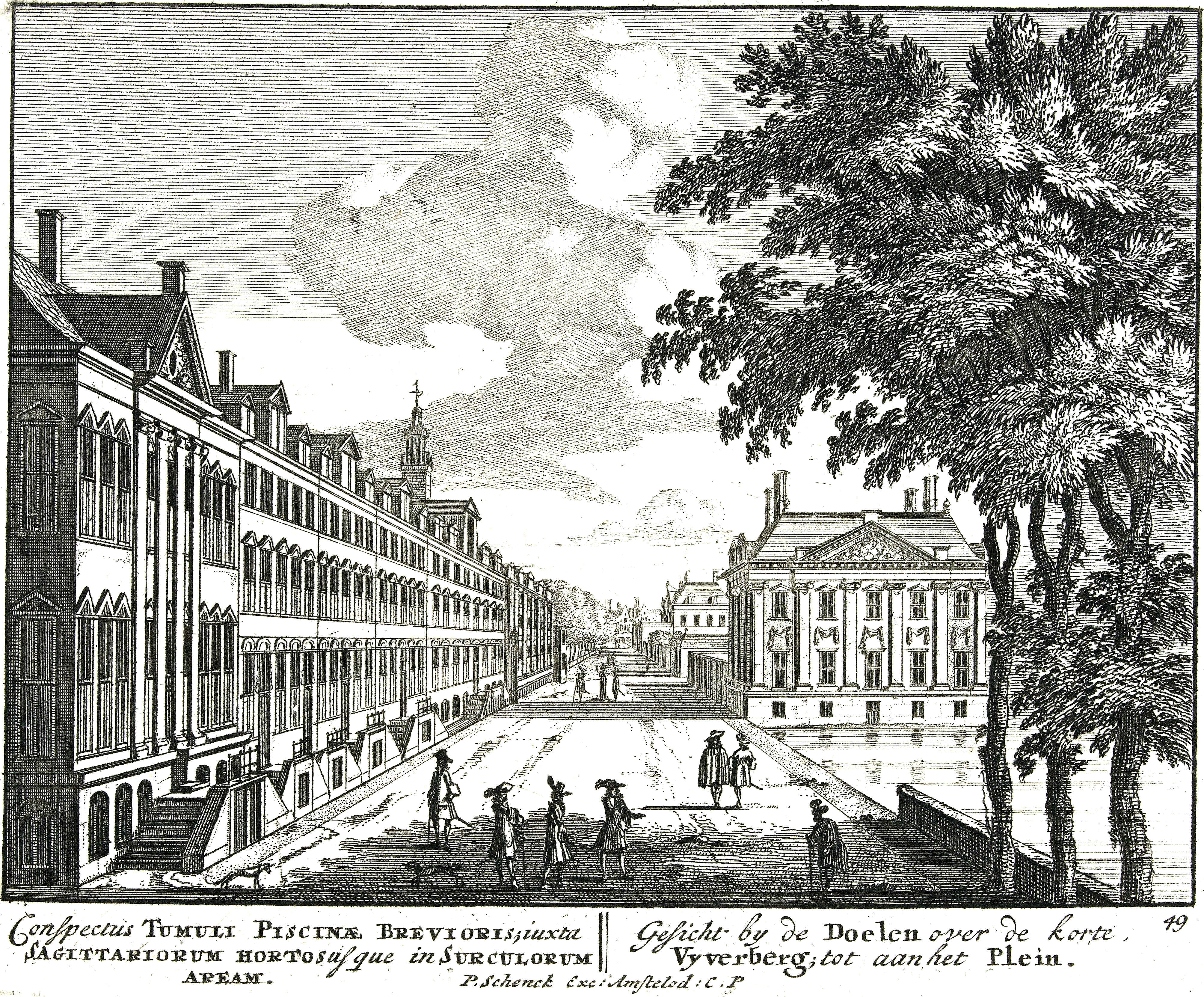
Korte Vijverberg met Sebastiaansdoelen (uiterst links) en het Mauritshuis (rechts). Thomas Cletcher bewoonde het tweede huis naast de Sebastiaansdoelen. Prent gemaakt door Pieter Schenk

### Afkomst
De familie Cletcher komt oorspronkelijk uit Colchester in Essex, Engeland. De zoon van kleermaker William Cletcher, Thomas, emigreert naar Antwerpen waar hij in 1560 als poorter wordt ingeschreven. Hij blijft 25 jaar in deze stad wonen, totdat de stad leegloopt als gevolg van de oorlog met Spanje. Ook Thomas vertrekt en hij kiest er in 1585 voor om zich in Den Haag te vestigen. Zijn zoon Thomas wordt daar wijnkoopman en trouwt in 1597 met Tanneken van Bree.

### Jeugd en huwelijken
De juwelier en latere burgemeester van Den Haag, Thomas jr. is een van de kinderen van het echtpaar Cletcher-van Bree. Een broer van hem is Daniël Cletcher (ca. 1599-1632),  cartograaf, prentkunstenaar en schilder. Thomas woont bij zijn ouders in de Molstraat tot hij op 12 oktober 1625 trouwt met de Antwerpse Anna Ghijsberti, dochter van juwelier Jacob Ghijsberti en Magdalena Lamberti. In 1627 verhuist hij met zijn gezin naar een woning in de Hoogstraat. Zijn laatste Haagse woonhuis is aan de Korte Vijverberg, waar hij in 1633 de buurman wordt van Reinier Pauw (1591-1676), raadsheer bij de Hoge Raad van Holland. In 1638 overlijdt Anna Ghijsberti, ze wordt op  5 november begraven in de Kloosterkerk. Een jaar na het overlijden van zijn vrouw hertrouwt Thomas Cletcher op 11 december 1639 met de weduwe van burgemeesterszoon Hendrick van Wouw,  Adriana van der Willigen, die nog geen jaar later, net als Cletchers eerste vrouw, zou worden begraven in de Kloosterkerk, op 22 augustus 1640. Thomas Cletcher trouwt voor de derde maal op 23 maart 1642 in de Kloosterkerk met Anna Hoeufft (1608-1664), dochter van de Dortse korenkoopman Diederik Hoeufft en Anna Lulls. Het huwelijk met een telg uit het aanzienlijke geslacht Hoeufft zal waarschijnlijk gunstig voor zijn aanzien zijn geweest. Uiteindelijk zou Cletcher al zijn vrouwen overleven, opmerkelijk in die tijd omdat mannen doorgaans veel jonger dan vrouwen overleden.

### Hofjuwelier

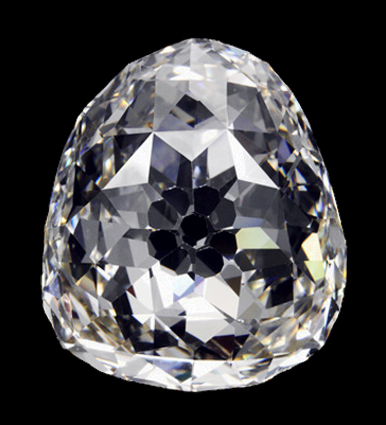
Replica van de Beau Sancy diamant, die uitvoerig door Cletcher werd bestudeerd en beschreven.

Waar Cletcher het vak van goud- en zilversmid heeft geleerd is niet bekend. In 1626 ontwerpt en maakt hij een sieraad in de vorm van een takje Salomonszegel en verkoopt deze aan Stadhouder Frederik Hendrik voor 27,000 gulden. Cletcher was een voorname inwoner van Den Haag: hij wordt in 1630 op slechts 32-jarige leeftijd deken van het Gilde van de Goud- en Zilversmeden. Hij ontwikkelde zich als juwelier tot bekwaam handelaar in kostbare stenen en werd leverancier voor Engelse en Nederlandse vorstelijke families. Zo fungeerde hij in 1644 als bemiddelaar bij de aankoop van de Beau Sancy diamant van 33 ½ karaat, welke had toebehoord aan Koningin Maria van Frankrijk, ten behoeve van Prins Frederik Hendrik van Oranje. Cletcher verwerkte de diamant in een sieraad die de stadhouder vervolgens namens zijn zoon Willem II schonk aan diens echtgenote Prinses Maria Stuart. Cletcher noteerde de transactie en tekende er bij aan dat de diamant 80,000 gulden had gekost, maar volgens hem zeker 150,000 waard was geweest. In 1652 verkoopt Cletcher een parelsnoer aan Koningin-weduwe Henriëtta Maria van Engeland. Naast juwelier is Thomas Cletcher een investeerder in diverse ondernemingen, die hem veel geld opleveren. Het droogleggen van de moerassen “Le Petit Poitou” in de Bas Poitou, investeringen in molens in Zweden en diverse speculaties met huizen en juwelen. In 1627 bedroeg zijn vermogen nog “maar” 6.000 gulden, maar in 1654 is dat gegroeid tot 90.000 Gulden.

### Burgemeester

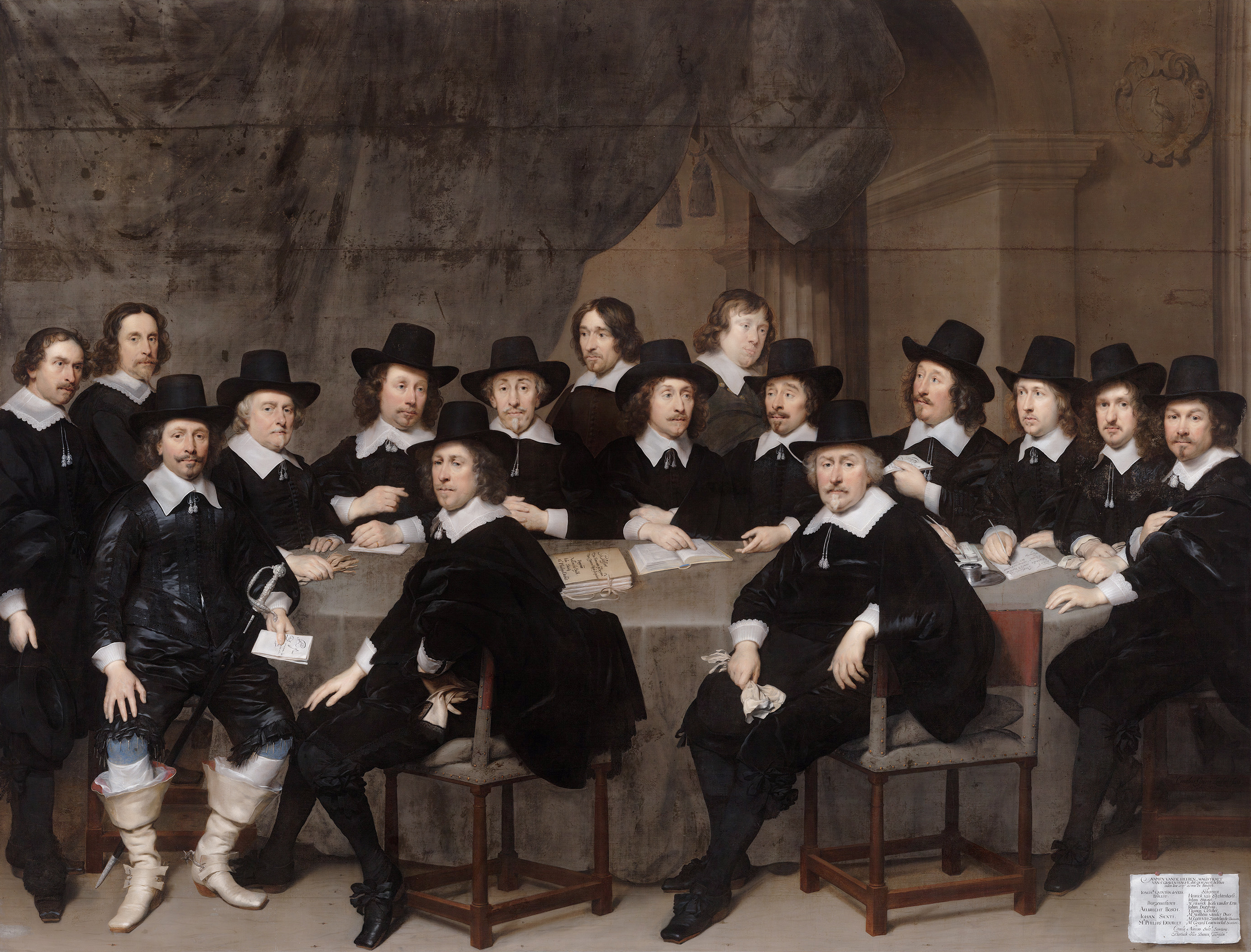
Thomas Cletcher staat afgebeeld op “De Haagse magistraten”, in 1647 geschilderd door Cornelis Janssens van Ceulen

Mogelijk draagt het huwelijk van Cletcher met Anna Hoeufft bij tot zijn aanstelling in 1643 als lid van de Haagse vroedschap en in 1645 als schepen van Den Haag. Hij wordt meerdere malen opnieuw benoemd in die functie om vervolgens in 1652 voor de eerste maal te worden benoemd tot burgemeester van diezelfde plaats. Voor Cletcher zal dit onder het patriciaat zeer begeerde ambt de bekroning van zijn regentencarrière zijn geweest. In 1657 stopt Cletcher met zijn werk als burgervader en in 1659 verhuist hij naar Amersfoort, waar zijn zoon Thomas burgemeester is. Daar overlijdt hij op 2 juni 1666.

### Afpersingszaak
In 1647 is Thomas Cletcher het onderwerp van afpersing, wanneer hij na een bezoek aan Londen  wordt beschuldigd van het delen van het bed met Johanna Dorneye, ongeveer twee maanden nadat zij was getrouwd met zijn zoon Jacob Cletcher. Een getuigenis van de in Londen woonachtige schilder Johan van Wesop doet hem uiteindelijk ertoe bewegen om bij een notaris vast te laten leggen dat hij de kraamkosten en opvoeding van Johanna's kind zal betalen, maar wel op voorwaarde dat het kind tweemaal per jaar in Londen wordt getoond. Het is niet duidelijk of het kind werkelijk het resultaat was van het vermeende contact van Cletcher met zijn schoondochter. In die tijd bestond er geen DNA-onderzoek, waarmee zijn ouderschap zou kunnen worden vastgesteld.

### Nageslacht

Familiewapen dat Thomas Cletcher voerde in 1644

Uit zijn huwelijk met Anna Ghijsberti had Cletcher meerdere kinderen:
- Thomas, burgemeester van Amersfoort.
- Hendrik, secretaris op de ambassade in Zweden.
- Robert, in 1667 lid van de Confrerie Pictura in Den Haag.
- Anna, die in 1665 huwt met Otto Viglius, gecommitteerde voor het gewest Friesland bij de griffie van de Staten-Generaal.
- Jacob, die op jonge leeftijd overleed, na een huwelijk in 1647 te Londen met Johanna Dorneye.

## Aantekeningen
- De naam Cletcher komt ook voor in varianten: Clisser, Clitsert, Clitchert, Cletzer, Cletscher en “van Cletcher”.
- De Beau Sancy diamant werd aangekocht bij G.B. Beni, een Italiaanse koopman die in Amsterdam woonde.